# Протесты в Иране (2017—2018)
Протесты в Иране 2017—2018 (перс. تظاهرات ۱۳۹۶ ایران‎) — серия антиправительственных выступлений, начавшихся в различных городах Ирана в декабре 2017 года и продолжавшихся по середину января 2018. Начавшись как социальные протесты против повышения цен на продукты питания, демонстрации быстро приобрели политический характер, протестующие выступили в них против руководства исламской республики и клерикального режима в стране.
Эта волна протестов стала крупнейшей акцией гражданского неповиновения со времён протестов против итогов президентских выборов 2009 года, известных как Зелёная революция.

## Причины
Иранский публицист Маджид Мохаммади назвал три основные причины массового недовольства:
высокий уровень коррупции,
экономические проблемы и
власть исламского духовенства.
Последнюю причину Мохаммади выделяет в качестве основной, так как по его словам протестующие пришли к выводу, что существующий клерикальный режим всеми силами пытается сохранить статус-кво и уже не поддаётся реформированию.

### Социально-экономические
По данным МВФ темпы роста ВВП Ирана в 2016 и 2017 годах составили 4,5 и 4,1 % соответственно. С другой стороны, инфляция за этот же период выросла примерно на 10 %.
Согласно проведённому иранской службой «Би-би-си» исследованию в течение последних десяти лет население Ирана обеднело примерно на 15 %.

### Политические
Среди лозунгов — призывы к отставке Президента и Верховного лидера, а также пожелание их смерти;
критика внешней политики Ирана, особенно в Газе, Ливане и Сирии;
осуждение российско-иранского сотрудничества; призыв к возвращению мулл в мечети.

## Участники
Как утверждает основатель и действующий руководитель Национального ирано-американского совета Трита Парси, большая часть демонстрантов составляют участники акций протеста против итогов президентских выборов 2009 года.
Некоторые демонстранты скандировали промонархические лозунги в поддержку представителей свергнутой династии Пехлеви: её основателя Резы Пехлеви и его сына Мохаммеда Резы Пехлеви, низложенного в результате исламской революции 1979 года. Протестующих открыто поддержали находящиеся в изгнании шахбану (императрица) Фарах и её сын Реза Кир.
В поддержку протестующих выступила запрещённая властями Коммунистическая партия Ирана.
В Тегеране демонстранты сжигали портреты высшего руководителя Ирана Али Хаменеи, требуя его отставки.

## Хронология
Первые акции протеста начались 28 декабря 2017 года в городе Мешхед на северо-востоке Ирана. На следующий день протесты распространились по крайней мере на шесть других городов. Наблюдались столкновения между полицейскими и протестующими. Некоторые протесты вылились в более широкие демонстрации с требованием освободить политических заключенных и остановить насилие против демонстрантов.
Протесты предположительно были организованы через приложения для обмена сообщениями в социальных сетях. Демонстранты скандировали «смерть Рухани», протестуя против роста цен.
29 декабря крупные акции протеста прошли также в городах Решт и Керманшах, собрания поменьше отмечены в Ширазе, Исфахане и Хамадане. Демонстранты сначала требовали обуздать рост цен — куриные яйца за неделю подорожали вдвое. Затем появились и политические лозунги: освободить политзаключённых, положить конец произволу полиции. Кроме того, протестующие выступили против агрессивной внешней политики, выкрикивая «Не Газа, не Ливан, моя жизнь — Иран».
30 — 31 декабря власти Ирана приступили к частичной блокировки интернета, а также заблокировали мессенджер «Telegram» и сервис «Instagram», которые по мнению властей использовались для координации протеста.
30 декабря протесты охватили Тегеран. Люди собрались на площади Революции и у Тегеранского Университета. Протесты продолжились и в городе Керманшах. В Шехре-Корде же полиция разогнала протестующих.
Во время протеста в городе Доруд были застрелены 2 демонстранта. Какая сторона открыла огонь по митингующим, пока неизвестно.
Протестующие предпринимали попытки захвата военных баз и отделений полиции. В ночь на 1 января начались поджоги правительственных зданий, протестующие даже пытались прорваться к резиденции Хаменеи, но были остановлены полицией. В Эраке митингующие подожгли штаб-квартиру проправительственной милиции Басидж (подразделение КСИР), в Кашане сожгли здание городской прокуратуры, в Эраке и Доруде — попытались взять штурмом штаб-квартиру местного генерал-губернатора.
В ночь на 2 января в городе Неджефабад демонстрант из охотничьего ружья убил полицейского, трое полицейских было ранено. Во время нападения на полицейский участок в городе Кехдериджан (остан Исфахан) были убиты шесть человек. Не менее девяти протестующих также погибли в эту ночь. Общее число погибших возросло до 21.
3 января командующий Корпусом стражей Исламской революции генерал Мохаммад Али Джафари объявил об окончании «смуты» в городах Исламской Республики и поражении сил мятежников.
5 января по всей стране начались демонстрации в поддержку властей. Демонстранты несли портреты Али Хаменеи и скандировали лозунги «Смерть Америке!»
6 января бывший президент Ирана Махмуд Ахмадинежад арестован по обвинению в поддержке и «разжигании» уличных протестов, как сообщила The Times of Israel со ссылкой на издающуюся в Лондоне газету «Аль-Кудс аль-Араби»; однако позднее адвокат Ахмадинежада опроверг его арест.
В самом Иране произошло 5-балльное землетрясение[когда?], которое существенно снизило протестную активность. Она оставалась на довольно высоком уровне, однако власть всё более жестко начинает пресекать действия митингующих, разгоняя их. Был разогнан протестный митинг в Тегеране.
После этого протесты фактически закончились. Локальные бунты ещё продолжаются в Бендер-Аббасе, Исфахане, Тебризе.

## Роль СМИ
По оценке Русской службы Би-би-си подавляющее большинство иранских СМИ находятся под жёстким контролем со стороны властей, ввиду чего для обмена информацией о готовящихся акциях протеста участники демонстраций активно использовали социальные сети и интернет-приложения. Наиболее популярным среди иранцев является мессенджер «Телеграм» — по состоянию на декабрь 2017 года его использовали более половины из 80 млн человек жителей страны.
В этот же день мессенджер «Telegram» заблокировал оппозиционные каналы «Amadnews» и «Amadnews1», которые распространяли призывы к насилию. Позднее власти Ирана потребовали заблокировать канал «Sadaie Mardom», но получили отказ от администрации мессенджера. Из-за продолжения протестов, правительство Ирана приняло решение ограничить доступ к «Telegram» и соцсети «Instagram». Повышенное внимание властей именно к мессенджеру «Telegram» вызвано степенью его популярности (около 50 % населения страны пользуются этим мессенджером), а также тем, что «Telegram», по сути, является единственной доступной независимой медиаплощадкой в Иране.

## Реакция властей
31 декабря президент Ирана Хасан Рухани выступил с обращением в связи с массовыми акциями протеста, охватившими всю страну. В своей речи он заявил, что граждане имеют право критиковать власти, и призвал нацию к сотрудничеству с властями. Однако просил воздержаться от беспорядков и погромов.
Также на 1 января было назначено экстренное заседание парламента, на котором будут обсуждаться методы противодействия беспорядкам.
2 января Fox News сообщил, что получил доклад с совещания высшего руководства Ирана, в котором реакция властей страны на протесты выглядит панической. Телеканал привёл выдержку из доклада о том, что протест затронул «каждый сектор экономики и угрожает безопасности режима». «Религиозные лидеры и власти должны выйти на сцену как можно быстрее для того, чтобы предотвратить дальнейшее усугублении ситуации… Да поможет нам Бог, это очень сложная ситуация, непохожая на то, что было».

## Итоги
На экстренном заседании парламента было решено в ближайшие дни рассмотреть вопрос об отмене повышения цен на электроэнергию и воду.